# أحمد حلمي العلاف
أحمد حلمي العلاف (1898م ـ 1959م) مؤرخ وحقوقي سوري من دمشق.

## ولادته وتحصيله
ولد أحمد حلمي بن سليم العلاف (1316هـ  ـ 1898م) في دمشق حيث تعلم القراءة والكتابة عند الخجوات والشيوخ. التحق بالمدرسة جادة الجامع الجديد ثم مكتب عنبر وبعدها المدرسة العثمانية ثم الرشدية العسكرية.
انتسب الى الجيش العثماني في الأستانة وتخرج منها بوكيل ضابط. وبعدها دخل المدرسة الحربية بدمشق وتخرج منها برتبة ملازم ثان وسرح من الجيش إثر معركة ميسلون. ثم درس الحقوق  في معهد الحقوق في دمشق وتخرج محامياً.

## كتبه وآثاره
كتب عدة كتب وكان من اشهرها كتاب  دمشق في مطلع القرن العشرين.

## وفاته
توفي أحمد حلمي العلاف سنة 1337هـ / 1959م في دمشق ودُفن فيها.